# Wöyza
Wöyza, nombre artístico de Sofía Trigo (Moaña, 11 de mayo de 1984) es una cantante, compositora y productora hispano-uruguaya. Considerada una de las pioneras del hip hop en España, fusiona géneros como soul, rap, gospel y rhythm and blues.  

## Trayectoria
Comenzó su carrera musical de la mano del colectivo Licor Kafé, un proyecto musical que reunió a dos generaciones de raperos del sur de Galicia en torno a música de contenido social y experiencias personales. Su primer álbum vinculado al hip hop fue Pisando el suelo que ves (2008), que incluye la primera canción de este género en lengua gallega, «Tempos de Muller». 
En 2011 colabora por primera vez con el rapero Nach en la canción Disparos de Silencio.
Entre 2012 y 2017 funda, dirige y arregla para V-go! Negro Son, el primer coro de música negra de Galicia. Graban un documental y un EP que sale en 2016.
El segundo disco de Wöyza, Pelea (2016), significó un posicionamiento en su carrera. Además de bases electrónicas, incorporó a músicos que aportaron influencias del soul y la música negra en las creaciones, y no solo samples.En 2018, inició el proyecto Wöyza & The Galician Messengers, que revisita el repertorio tradicional gallego fusionándolo con expresiones musicales contemporáneas. Ese mismo año, la formación representó a Galicia en el Festival Sufferfest de Frankfurt, en 2019 saca una trilogía videomusical llamada Tábula Rasa en la que cuenta con Rapsusklei y en 2022 se consolidó con el lanzamiento de un EP que incluye temas como «Ay Deus se sab’ora meu amigo», una adaptación de una cantiga del trovador gallego Martín Códax del siglo XIII, o «Caín como follas», reinterpretación del poema homónimo de Uxío Novoneyra de 1955. El proyecto cuenta con la participación de varias figuras reconocidas de la escena musical gallega.
A lo largo de su trayectoria, Wöyza ha colaborado con múltiples artistas tanto de la escena del hip hop internacional, nacional como de la música gallega.
Ha hecho giras por España, Portugal y México. Y ha tocado en grandes ciudades como París, Nueva York, Casablanca, Montevideo, Zurich, Frankfurt entre otras.
Desde 2017 forma parte del colectivo Rebel Babel grupo formado por varios artistas de diferentes países de europa y una brass band dirigido por el rapero polaco y personaje público L.U.C.
Ha fundado y formado parte del grupo íntegramente femenino UNITY fem squad, entre 2022-24
A lo largo de su carrera ha colaborado en discos y actuaciones de: Dealema, Mind da Gap, El Payo Malo, Ill Pekeño & Ergo Pro, PutoLargo, Ms Maiko, La Basu, Fermín Muguruza, Carlos Nuñez, Cristina Pato, Guadi Galego, Iván Ferreiro, Gospel Factory, Arkano, Rebeliom do Inframundo, Orion XL, Marco Polo, Mweslee, Hazhe, entre muchos otros.
Wöyza es también: vocal-coach, arreglista, directora coral, presentadora, productora musical y de videoclips, escritora y locutora profesional.
Ha trabajado en el coach para Fillas de Casandra, Luis Fercán, Faltriqueira entre otros.

## Reconocimientos
Su primer álbum, en 2008, Pisando el suelo que ves logró más de 1millón de descargas a través de su página web www.woyza.com y un enlace externo a mediafire (cuando todavía no existían las plataformas digitales).
En 2014, recibió su primer premio Martín Códax de la música gallega en la categoría de Músicas urbanas.
En 2015, Wöyza recibió el Premio Maeloc Maketón al Mejor Disco por su álbum "SI/NO" en la 15.ª edición de los Premios de la Música Maketón. El disco fue producido por Edmundo Silva en el estudio "Segundo Piso" de Vilanova de Gaia y editado por Idea Rock y Wötown. 
En 2019 y 2021, Wöyza fue galardonada en los Premios Martín Códax da Música Galega en la categoría de músicas urbanas. Estos premios, promovidos por la Asociación Músicas ao Vivo, tienen como objetivo reconocer y dar visibilidad a la diversidad y calidad artística de las producciones musicales y del sector musical gallego.
Al año siguiente, en 2022, Wöyza fue incluida en el catálogo "Descúbreas", un programa de la Diputación Provincial de Pontevedra en colaboración con Regalamúsica en el que fue mentora durante tres años consecutivos. Este programa tiene como objetivo promover la igualdad en la industria musical y sirve como un espacio de encuentro para todas las profesionales del sector, incluyendo aquellas involucradas en la industria, la educación y la comunicación. "Descúbreas" busca conectar el talento femenino emergente y contribuir al cambio en la escena musical de Pontevedra, apoyando el crecimiento de voces que han permanecido silenciadas.
En 2024 fue galardonada con su segundo Maketón con su banda Wöyza & The Galician Messengers a mejor disco autoproducido.
Entre 2013 y 2024 fue nominada a 7 premios Martín Codax de la música gallega, 6 en la categoría de Músicas Urbanas y 1 en la categoría de Músicas del mundo y mestizaje.
En 2024 lográ superar su primer millón de visualizaciones en un video de su canal de Youtube con Cómo Sería junto a Nach.

## Discografía
- 2005: Siénteme
- 2008: Pisando el suelo que ves
- 2015: Sí/No (maxi)
- 2016: V-go! (maxi)
- 2016: Pelea
- 2019: Me encuentro bien (remix) single
- 2019: Tábula Rasa
- 2021: Ya no estás (single)
- 2021: Cómo Sería feat. Nach (single)
- 2022: Wöyza and The Galician Messengers[8]